# Ini (Altägypter)
Ini war ein altägyptischer Würdenträger, der von seinen Grabinschriften bekannt ist, in denen von seinen Auslandsmissionen berichtet wird. 
Die Grabinschriften auf diversen Blöcken seiner Grabkapelle befinden sich heute im Middle Eastern Culture Centre in Japan (中近東文化センター) in Mitaka in der Präfektur Tokio. Die Blöcke wurden 1990/1991 auf dem Kunstmarkt erworben. Es ist nicht genau bekannt, woher sie ursprünglich stammen. Sakkara scheint am wahrscheinlichsten. Eine Scheintür eines Inis wurde 1991 an das Museu Egipci de Barcelona verkauft.
Auf den erhaltenen Blöcken trägt Ini verschiedene Titel und war vor allem einziger Freund, Vorsteher der Aufträge, Bewohner der (Pyramidenanlage) Mennefer-Pepy, Gottessiegler und Gottessiegler in den beiden großen Schiffen. Ini lebte am Ende der 6. Dynastie. König (Pharao) Pepi II. wird in den erhaltenen Inschriften genannt.
Der biographische Text auf den erhaltenen Blöcken ist sehr fragmentarisch, doch scheint Ini von seinen Expeditionen in die Levante zu berichten. Die erhaltenen Partien beginnen unter König Djedkare (etwa 2410 bis 2380 v. Chr.), der jemanden zu etwas beauftragte und ihn für die Ausführung reich belohnte. Es scheint unwahrscheinlich, dass es sich hier um Ini handelte. Dagegen ist es wahrscheinlicher, dass der Text hier von früheren Ereignissen berichtet, vielleicht in Zusammenhang mit Vorfahren. Es scheint die Nennung von Auslandsmissionen zu folgen, die viermal durchgeführt wurden. Es ist unsicher, ob diese Missionen in die Levante oder nach Nubien führten. Im weiteren Text wird König Pepi II. (er erscheint hier mit seinem Thronnamen Neferkare) genannt, der Ini aussandte, der wiederum mit diversen Schiffen zurückkam. In der folgenden Zeile werden Silber, Asiaten und Asiatinnen genannt. Die Expedition führte also in die Levante.